# 長崎県立奈留高等学校
長崎県立奈留高等学校（ながさきけんりつ なるこうとうがっこう、Nagasaki Prefectural Naru High School）は、長崎県五島市奈留町浦にある県立高等学校。五島列島を構成する島の一つである奈留島にある。略称は「奈留高」（なるこう）。

## 概要
歴史
1965年（昭和40年）に「長崎県立五島高等学校 奈留分校」として開校。1976年（昭和51年）に「長崎県立奈留高等学校」として独立。奈留島唯一の高等学校で、2001年（平成13年）より連携型中高一貫教育を、2008年（平成18年）より連携型小中高一貫教育を導入している。
設置課程・学科
全日制課程 普通科
- 2年時より「進学コース」と「就職・公務員コース」に分かれる。
- 3年時より「四年制大学進学コース」・「短期大学・専門学校進学コース」・「公務員コース」・「就職コース」に分かれる。

校訓
「自主自律・積極実践・知性錬磨」

キャッチフレーズ
「小さな島の大きな挑戦」

校章

校歌
作詞は石本美由起、作曲は深町一朗による。歌詞は3番まであり、各番とも「奈留高校」が歌詞の中に登場する。

愛唱歌
「瞳を閉じて」 作詞・作曲 - 荒井由実

小中高一貫教育（連携型）
- 五島市立奈留小学校
- 五島市立奈留中学校

制服
男子の冬服は学生服（学ラン）、女子の冬服はブレザー、リボン

学校便り
「鍛錬坂」（たんれんざか） - 学校までの長い上り坂をタイトルにしたもの。報道部によって学校新聞「COLORFUL」も発行されている。

## 沿革
- 1965年（昭和40年）4月 - 「長崎県立五島高等学校奈留分校」が開校。
- 1976年（昭和51年）4月 - 五島高等学校から独立し、「長崎県立奈留高等学校」となる。
- 1988年（昭和63年）8月 - 愛唱歌「瞳を閉じて」の歌碑を建立。
- 1995年（平成7年）10月 - 創立30周年記念式典を挙行。
- 1998年（平成10年）4月 - 文部省より中高一貫教育実践研究の委嘱を受ける。
- 2000年（平成12年）3月 - 奈留中学校間との渡り廊下が完成。
- 2001年（平成13年）4月 - 連携型中高一貫教育を導入。
- 2002年（平成14年）- 新体育館が完成。
- 2003年（平成15年）- 運動場を整備。
- 2004年（平成16年）- 校舎外壁、武道場を整備。
- 2005年（平成17年）
  - 4月 - 小中高一貫教育の導入に向けた研究指定を受ける。
  - 10月 - 創立40周年記念式典を挙行。
- 2008年（平成20年）4月 - 小中高一貫教育を導入。
- 2018年（平成30年）4月1日 - 小中高一貫教育と英語教育に重点をおいた特色ある教育による留学制度（「イングリッシュ・アイランド・スクール（仮称））を導入（予定）[2]。

## 学校行事
3学期制
1学期
- 4月 - 始業式、入学式、新入生研修、小中高合同歓迎遠足
- 5月 - 中間考査、PTA（体育文化後援会）総会、生徒総会
- 6月 - 高総体、高3夜間学習会、奈留っ子の心を見つめる教育週間、AED講習会、期末考査
- 7月 - 球技大会、終業式、夏季休業
- 8月 - 平和学習（9日 長崎原爆の日）

2学期
- 9月 - 始業式、文化祭、小中高合体育大会
- 10月 - 中間考査
- 11月 - 県総文祭、高総体（駅伝）、校内駅伝マラソン大会、小中高合同百人一首大会、期末考査
- 12月 - 高1・2修学旅行、終業式

3学期
- 1月 - 始業式、大学入試センター試験、高3学年末考査
- 2月 - 開校記念日（4日）、高1・2学年末考査
- 3月 - 卒業式、終業式（修了式）

## 部活動
全員参加している。
運動部
- 男子総合運動部　　男子バドミントン部
- バドミントン部 女子のみ

文化部
- 吹奏楽部

## 愛唱歌にまつわるエピソード
分校時代には福江島にある五島高等学校の校歌を歌っていたが、歌詞が奈留島にはそぐわないものであった。1974年（昭和49年）当時在学中だった2年生の女子生徒がラジオの深夜番組『オールナイトニッポン』の「あなただけのイメージソングを作ります」コーナーあてに「校歌を作ってほしい」と手紙を出し、当初は加藤和彦が担当したが、郵便事故でテープが届かなかった。その1ヵ月後荒井由実（現・松任谷由実）が代わりに担当することになった。それが「瞳を閉じて」となって贈られ、校歌にはならなかったものの、現在でも愛唱歌として卒業式などで歌い継がれている。そのエピソードは1976年（昭和51年）4月12日放送のNHKのドキュメンタリー番組『新日本紀行』（「歌が生まれてそして～長崎県奈留島～」）で紹介され反響を呼んだ。この曲が高校の音楽の教科書に掲載されることを記念し、1988年（昭和63年）8月14日に卒業生など約600人の寄付によって校門の隣に歌碑が建てられ、除幕式には松任谷由実も出席した。この曲は荒井由実のアルバム『MISSLIM』、同時発売のシングル『12月の雨』のB面に収録されている。
なお、「憧れのハワイ航路」など数々のヒット曲で知られる作詞家の石本美由起は、『新日本紀行』で紹介されたこのエピソードに感動して校歌の作詞を手掛けたという（奈留高校公式ウェブサイトより）。

## アクセス
長崎から奈留島まで
- 長崎港（長崎市）から 
  - 九州商船フェリーで約4時間（福江港経由）

五島列島の他の島から奈留島まで
- 五島旅客船
  - フェリー「OCEAN」 : 福江港（福江島、五島市） - 奈留島港 - 若松港（若松島、新上五島町）
  - 旅客船「TAIYO」[3] : 福江港 - 奈留島港 - 若松港 - 郷ノ首港（中通島、新上五島町）

奈留島港から奈留高校まで
- 奈留島バス（丸濱産業）『病院前』バス停下車 徒歩約５分

## 周辺
官庁署
- 五島市役所奈留行政センター
- 五島警察署奈留島警察官駐在所

郵便局
- 奈留島郵便局

学校
- 五島市立奈留小学校
- 五島市立奈留中学校